# Castor californicus
Бобер каліфорнійський (Castor californicus, синонім — Castor accessor, Hay, 1927) — викопний вид бобра, який жив у західній частині Північної Америки з кінця міоцену до раннього плейстоцену. Вид схожий на бобра канадського (Castor canadensis), але був більшим, ніж цей живий вид.